# Sofia Challenger 2025
Il Sofia Challenger 2025 è stati un torneo maschile di tennis professionistico. È stata la 3ª edizione del torneo, facente parte della categoria Challenger 50 nell'ambito dell'ATP Challenger Tour 2025, con un montepremi di 54 000 €. Si è giocato dall'11 al 16 agosto 2025 sui campi in terra rossa di Sofia, in Bulgaria.

## Partecipanti

### Teste di serie
| Nazionalità          | Giocatore            | Ranking* | Testa di serie |
| -------------------- | -------------------- | -------- | -------------- |
| Bosnia ed Erzegovina | Nerman Fatić         | 247      | 1              |
| Croazia              | Duje Ajduković       | 262      | 2              |
| Romania              | Filip Cristian Jianu | 266      | 3              |
| Argentina            | Lautaro Midón        | 274      | 4              |
|                      | Marat Sharipov       | 277      | 5              |
| Bolivia              | Murkel Dellien       | 287      | 6              |
| Spagna               | Daniel Rincón        | 290      | 7              |
| Svizzera             | Mika Brunold         | 296      | 8              |

* Ranking al 4 agosto 2025.

### Altri partecipanti
I seguenti giocatori hanno ricevuto una wild card per il tabellone principale:
- Alexander Donski
- Ivan Ivanov
- Alexander Vasilev

Il seguente giocatore è entrato in tabellone nell'ambito dello Junior Accelerator Programme:
- Naoya Honda

Il seguente giocatore è entrato in tabellone nell'ambito del Next Gen Accelerator Programme:
- Aryan Shah

I seguenti giocatori sono passati dalle qualificazioni:
- Olle Wallin
- Anas Mazdrashki
- Viktor Markov
- Sebastian Gima
- Dali Blanch
- Ștefan Adrian Andreescu

## Punti e montepremi
| Torneo    | Torneo              | V     | F     | SF    | QF    | 2T  | 1T  | Q | Q2  | Q1  |
| Singolare | Punti               | 50    | 25    | 14    | 8     | 4   | 0   | 3 | 1   | 0   |
| Singolare | Premi in denaro (€) | 7 530 | 4 420 | 2 575 | 1 545 | 900 | 560 | – | 180 | 110 |
| Doppio    | Punti               | 50    | 25    | 14    | 8     | –   | 0   | – | –   | –   |
| Doppio    | Premi in denaro (€) | 1 900 | 1 110 | 670   | 390   | –   | 225 | – | –   | –   |

## Campioni

### Singolare
Zdeněk Kolář ha sconfitto in finale  Murkel Dellien con il punteggio di 6–2, 6–2.

### Doppio
Stefan Latinović /  Marat Sharipov hanno sconfitto in finale  Miloš Karol /  Patrik Niklas-Salminen con il punteggio di 6–3, 2–6, [13–11].